# 아르차흐 공화국 축구 국가대표팀
아르차흐 공화국 축구 국가대표팀(아르메니아어: Արցախի ֆուտբոլի հավաքական)은 아르차흐 공화국을 대표하는 축구팀이다. 이 팀은 FIFA 및 유럽 축구 연맹 회원국이 아니므로 FIFA 및 유럽 축구 연맹이 주관하는 대회에는 참가하지 않으며 독립 축구 협회 연맹에서 주관하는 대회에만 참가한다. 2014년 CONIFA 월드 풋볼컵에 첫 출전하여 조별리그에서는 2패를 기록하면서 8강 진출에 실패했다. 그러나 8강 및 조별리그에서 탈락한 12팀끼리 겨룬 순위 결정전 1라운드에서 다르푸르를 12-0으로 대파했고 이어진 2라운드에서는 2006년 VIVA 월드컵 우승팀인 사미를 5-1로 물리치며 2승 2패의 전적으로 대회를 9위로 마감했다.

## 같이 보기
- 아르차흐 공화국